# Schleswig-Holsteinisches Dragoner-Regiment Nr. 13
Das Schleswig-Holsteinische Dragoner-Regiment Nr. 13 war ein Kavallerieverband der Preußischen Armee. 

## Geschichte
Mit Allerhöchster Kabinetts Order (A.O.K.) vom 30. Oktober 1866 wurde die Errichtung des Regiments mit vier Eskadronen befohlen. Es wurde aus der jeweils 5. Eskadron des Kürassier-Regiments Nr. 7, des Dragoner-Regiments Nr. 6 sowie der Husaren-Regimenter Nr. 10 und 12 gebildet. Die 5. Eskadron des Regiments wurde am 1. April 1867 durch das Regiment selbst aufgestellt.
Am 7. November 1867 erhielt der Verband die Bezeichnung Schleswig-Holsteinisches Dragoner-Regiment Nr. 13. Es war zunächst auf einige kleinere Orte in Sachsen verteilt. Am 1. Juli 1871 wurde dem Regiment Flensburg und Hadersleben als Garnison zugewiesen. Im Oktober 1877 verlegte der Verband nach St. Avold und Saarburg in Lothringen und am 1. April 1886 nach Metz als endgültige Garnison. Unterstellt war das Regiment der 33. Kavallerie-Brigade in Metz.

### Deutsch-Französischer Krieg

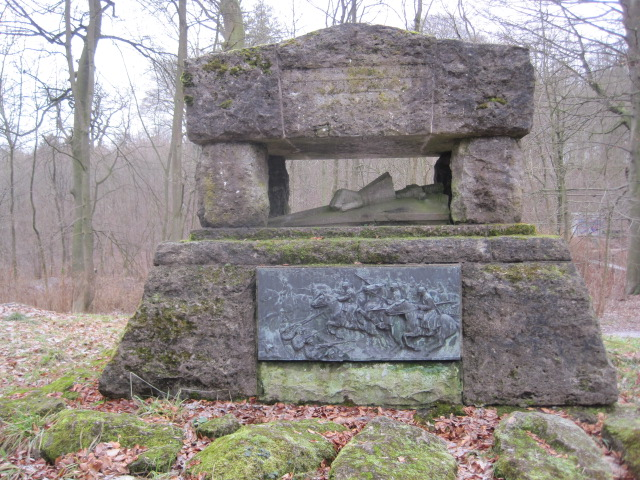
Regimentsdenkmal beim Garnisonfriedhof Schleswig

Das Regiment nahm im Verband der 5. Kavallerie-Division an der Schlacht bei Vionville und der Schlacht von Mars-la-Tour teil. Am 16. August 1870 ritt es unter schweren Verlusten eine Attacke auf der Hochfläche von Ville sur Yvron. Anschließend wurde es dem Belagerungsring um Paris zugeteilt, um dann gegen die französische Nord-Armee bei Rouen zum Einsatz zu kommen. Im Mai 1871 begann der Rückmarsch in die Heimatgarnison.

### Erster Weltkrieg
Mit der Mobilmachung rückte das Regiment an die nahe Grenze aus und führte dort erste Gefechte. Es folgte die Teilnahme an der Schlacht bei Longwy vom 22. bis 25. August 1914 und der Vorstoß über den Rhein-Marne-Kanal bis an die Maas. Nach der Schlacht an der Marne und dem erfolgten Rückzug wurde der Verband zunächst in Flandern eingesetzt. Im November 1914 verlegte das Regiment an die Ostfront und kämpfte dort bis Mitte Dezember in der Schlacht um Łódź. Im Jahr 1915 erfolgte der Einsatz teils kavalleristisch, teils im Stellungskampf in Nordpolen.
Wegen der stark auftretenden Pferderäude verlegte die Einheit im Februar 1916 nach Deutschland, da die Tieren hier besser gepflegt werden konnten. Danach kehrte sie an die Front an der Düna zurück. 
Ende November 1916 erfolgte die Verlegung an die Westfront, wo das Regiment im Patrouillen- und Sicherungsdienst in Belgien und Luxemburg eingesetzt wurde. 
Ende Februar 1917 erfolgte die Abgabe der Pferde und die Ausbildung im infanteristischen Stellungskampf.
Danach wurde der Regimentsverband aufgelöst und die einzelnen Eskadronen auf verschiedene Divisionen aufgeteilt, wo sie bis zum Waffenstillstand an den Abwehrschlachten im Westen teilnahmen.
Stab und 1. Eskadron zur 234. Infanterie-Division
4. Eskadron zur 236. Infanterie-Division
2. Eskadron zur 238. Infanterie-Division
3. Eskadron zur 240. Infanterie-Division

### Verbleib
Der Regimentsverband wurde nicht wiederhergestellt und die einzelnen Eskadronen mit den jeweiligen Divisionen nach dem Waffenstillstand von Compiègne von Dezember 1918 bis Januar 1919 aufgelöst.
Die Tradition übernahm in der Reichswehr durch Erlass des Chefs der Heeresleitung General der Infanterie Hans von Seeckt vom 24. August 1921 die 4. Eskadron des 14. Reiter-Regiments in Schleswig. In der Wehrmacht führte die 4. Eskadron des Kavallerie-Regiments 14 in Parchim die Tradition fort, ehe sie 1939 auf die Aufklärungs-Abteilung 20 in Hamburg-Groß Flottbek überging.

## Regimentschef
Anlässlich seines fünfzigjährigen Dienstjubiläums wurde der General der Kavallerie Albert von Rheinbaben (1813–1880) durch König Wilhelm I. zum ersten Regimentschef ernannt. Nach dessen Tod blieb die Stellung bis zur Ernennung von Alexander von Hessen-Darmstadt am 8. September 1883 zum neuen Regimentschef vakant. Mit dem Tod des Prinzen am 15. Dezember 1888 wurde diese hohe Stellung nicht mehr besetzt.

## Kommandeure
| Dienstgrad                  | Name                                         | Datum                                                           |
| --------------------------- | -------------------------------------------- | --------------------------------------------------------------- |
| Major/Oberstleutnant/Oberst | Gustav von Brauchitsch                       | 30. Oktober 1866 bis 11. April 1873                             |
| Oberstleutnant              | Gustav von Werner                            | 15. April 1873 bis 16. Oktober 1876                             |
| Major                       | Karl von der Groeben                         | 17. Oktober 1876 bis 20. Juni 1877 (mit der Führung beauftragt) |
| Major/Oberstleutnant        | Karl von der Groeben                         | 21. Juni 1877 bis 16. Mai 1879                                  |
| Major/Oberstleutnant        | Ferdinand von Stein-Liebenstein zu Barchfeld | 17. Mai bis 12. November 1879 (mit der Führung beauftragt)      |
| Oberstleutnant              | Ferdinand von Stein-Liebenstein zu Barchfeld | 13. November 1879 bis 13. März 1882                             |
| Oberstleutnant              | Adolph Wiegrebe                              | 14. März 1882 bis 5. August 1884                                |
| Oberst                      | Karl von Bredow                              | 06. bis 20. August 1884                                         |
| Major/Oberstleutnant        | Adolf Treusch von Buttlar-Brandenfels        | 21. August 1884 bis 10. Februar 1886                            |
| Oberstleutnant              | August von Marschall                         | 11. Februar 1886 bis 25. März 1887                              |
| Major                       | Friedrich von Willich                        | 26. März bis 14. November 1887 (mit der Führung beauftragt)     |
| Major/Oberstleutnant        | Friedrich von Willich                        | 15. November 1887 bis 15. April 1889                            |
| Oberstleutnant              | Maximilian Kehl                              | 16. April 1889 bis 15. Juni 1891                                |
| Oberstleutnant              | Georg von Holtzenbecher                      | 16. Juni 1891 bis 20. April 1894                                |
| Oberstleutnant              | Konrad von Hausmann                          | 21. April 1894 bis 17. Oktober 1896                             |
| Oberstleutnant/Oberst       | Georg Beamish-Bernard                        | 18. Oktober 1896 bis 2. Juli 1899                               |
| Oberstleutnant/Oberst       | Otto von Schack                              | 03. Juli 1899 bis 13. Juni 1904                                 |
| Oberstleutnant/Oberst       | Konrad Dumrath                               | 14. Juni 1904 bis 19. April 1910                                |
| Würt. Oberstleutnant        | Max Forster                                  | 20. April 1910 bis 26. Januar 1911                              |
| Oberstleutnant/Oberst       | Karl von Broich                              | 27. Januar 1911 bis 9. August 1914                              |
| Major                       | Karl von Loßberg                             | 10. August bis 25. September 1914 (mit der Führung beauftragt)  |
| Oberstleutnant              | Otto Mumm von Schwarzenstein                 | 26. September 1914 bis 5. April 1915                            |
| Major                       | Friedrich Schmoller                          | 06. April 1915 bis 10. Januar 1919                              |
| Oberstleutnant              | Konrad von Bernewitz                         | 11. Januar 1919 bis Auflösung                                   |

## Uniform
Die Dragoner trugen einen kornblumenblauen Waffenrock und eine anthrazitfarbene Hose. Der Waffenrock war mit schwedischen Aufschlägen ausgestattet.
Die sogenannte Abzeichenfarbe des Regiments war ponceaurot. Von dieser Farbe waren die Ärmelaufschläge, der Stehkragen, die Epaulettenfelder und Passanten. Der Kragen und die Ärmelaufschläge waren mit einer weißen Paspel versehen. Auf den Schulterstücken und Epauletten befand sich die Regimentsnummer. Die Knöpfe und Beschläge waren aus Tombak. Von der linken Schulter zur rechten Hüfte lief ein weißes Bandelier mit schwarzer Kartusche. Bandelier und Kartusche wurden zum Ausgehanzug und zum Gesellschaftsanzug nicht getragen. Der Helm war mit einem Dragoneradler aus Tombak ausgestattet, Schuppenketten und Helmspitze waren ebenfalls aus Tombak. Zur Parade wurde ein schwarzer (für die Musiker ein roter) Rosshaarbusch aufgesteckt. Die Landeskokarde war weiß-schwarz. Ebenso die Lanzenflagge der Mannschaften. Der Leibriemen (die Dragoner trugen kein Koppel) war weiß und mit einer einfachen Dornschnalle versehen. 
Gemäß A.O.K. vom 14. Februar 1907 wurde ab den Jahren 1909/10 für den Felddienst die feldgraue Uniform M 1910 eingeführt. Bei dieser Uniform war das Riemenzeug und die Stiefel naturbraun, der Helm wurde von einem schilffarbenen Überzug verdeckt. Bandelier und Kartusche wurden nicht mehr getragen.